# Ocell del paradís cuablanc petit
L'ocell del paradís cuablanc petit (Paradisaea minor) és una espècie d'ocell de la família dels paradiseids (Paradisaeidae) que habita zones boscoses de l'oest i nord de Nova Guinea, i les illes Yapen i Misool.